# Geoff Courtnall
Geoffrey Lawton "Geoff" Courtnall, född 18 augusti 1962, är en kanadensisk före detta professionell ishockeyspelare som tillbringade 17 säsonger i den nordamerikanska ishockeyligan National Hockey League (NHL), där han spelade för ishockeyorganisationerna Boston Bruins, Edmonton Oilers, Washington Capitals, St. Louis Blues och Vancouver Canucks. Han producerade 799 poäng (367 mål och 432 assists) samt drog på sig 1 465 utvisningsminuter på 1 049 grundspelsmatcher. Han är bror till den före detta NHL-spelaren Russ Courtnall.
Han blev aldrig draftad av något lag.
Courtnall vann Stanley Cup med Oilers för säsong 1987–1988.
Efter karriären så jobbar han som snickare inom Vancouver–området och han var tränare för Victoria Grizzlies i British Columbia Hockey League (BCHL) mellan 2007 och 2009. Han och sina bröder är också involverade i välgörenhetsorganisationen "The Courtnall Celebrity Classic Society" som bildades för att samla in resurser till att bota psykiska sjukdomar samt att öka medvetenheten hos allmänheten om det aktuella sjukdomsområdet.